# غمدان (المفلحي)

تعديل مصدري - تعديل

غمدان هي إحدى قرى عزلة المفلحي بمديرية المفلحي التابعة لمحافظة لحج، بلغ تعداد سكانها 294 نسمة حسب تعداد اليمن لعام 2004.